# Master of Philosophy
Un Master of Philosophy (abbreviazione: MPhil o M.Phil.) è un titolo accademico di ricerca avanzata, rilasciato prevalentemente da paesi di lingua inglese.
Sebbene il nome richiami la filosofia, il Master of Philosophy è un grado accademico ottenibile in diverse discipline. A causa dei requisiti necessari per essere ammessi in un programma di MPhil, quest'ultimo è considerato un titolo accademico molto avanzato, a metà strada tra un Master's Degree (equipollente alla Laurea Specialistica/Magistrale italiana) e un PhD (equipollente al Dottorato di Ricerca italiano). Tale posizione nella gerarchia accademica anglosassone è rimarcata dalla possibilità di richiedere un avanzamento dal MPhil al PhD dopo aver completato il primo anno, e dalla possibilità di ottenere un MPhil qualora non si volesse terminare il programma di PhD. Due sono le principali strutture di questo titolo accademico: la prima richiede sia lezioni frontali che ricerca autonoma; la seconda, più diffusa, prevede un progetto di ricerca originale e innovativo da completare durante tutta la durata del corso. In entrambi i casi la durata è generalmente di due anni di studio a tempo pieno e fino a un massimo di quattro anni part-time. Costituisce, assieme al Honours degree, uno dei passaggi principali per poter accedere ad un PhD.
Il Master of Philosophy non è espressamente elencato nel Processo di Bologna e, dunque, ai fini accademici e concorsuali viene equiparato ad un normale Master's Degree, di cui condivide i 120 crediti universitari necessari per il completamento. L'equiparazione, in Italia, è a discrezione dell'università.